# Готовани
Готовани (слч. Gôtovany) насељено је мјесто са административним статусом сеоске општине (слч. obec) у округу Липтовски Микулаш, у Жилинском крају, Словачка Република.

## Становништво
| Година:    | 1994. | 2004.   | 2014.    | 2024.    |
| ---------- | ----- | ------- | -------- | -------- |
| Број људи: | 379   | 389     | 440      | 511      |
| Разлика:   |       | +2,63 % | +13,11 % | +16,13 % |

| Година:    | 2023. | 2024.   |
| ---------- | ----- | ------- |
| Број људи: | 503   | 511     |
| Разлика:   |       | +1,59 % |

Према подацима о броју становника из 2011. године насеље је имало 423 становника.